# Higinio Vilches Cano
Higinio Vilches Cano, más conocido como Higinio Vilches (Barcelona, Cataluña, España, 6 de enero de 1982), es un futbolista que ocupa la posición de lateral izquierdo y su actual club es el Real Jaén C. F, del cual es capitán. Es hijo de Higinio Vilches Pescador el cual fue futbolista profesional.

## Trayectoria
Higinio Vilches Cano nació en Barcelona pese a que su familia era de Jaén. Esto se debe a que su padre, Higinio Vilches Pescador, jugaba por aquel entonces en el R. C. D. Espanyol. Desarrolló su carrera futbolística en las categorías inferiores de Real Jaén. 
Hizo su debut como profesional en el filial del Málaga C. F. en Tercera División en el año 2000. Con este club conseguiría dos ascensos, uno a Segunda División B y otro a Segunda División.
Para la temporada 2003/04 ficharía por el Granada C. F. con el que consigue proclamarse campeón del Grupo IX de Tercera División y ascender nuevamente a Segunda B.
Seguiría durante las próximas 9 temporadas cambiando de club 10 veces hasta llegar al Linares Deportivo, donde permaneció durante 5 temporadas en las que consiguió ascender a Segunda División B, pero que finalmente en la última campaña descendería a Tercera en la promoción de permanencia.
Tras rechazar ofertas de renovación del Linares, Higinio vuelve a su origen y ficha por el Real Jaén C. F. para la temporada 2017-18 en Tercera División.

## Clubes
| Club                 | País   | Año       |
| -------------------- | ------ | --------- |
| Málaga CF            | España | 2000-2003 |
| Granada CF           | España | 2003-2004 |
| Arenas de Armilla    | España | 2004-2005 |
| CD Baza              | España | 2005-2006 |
| UD Marbella          | España | 2006-2007 |
| CD Alcalá            | España | 2007-2008 |
| CD Guadalajara       | España | 2008-2009 |
| Mérida UD            | España | 2009-2010 |
| RSD Alcalá           | España | 2010-2011 |
| Martos CD            | España | 2011      |
| Atlético Mancha Real | España | 2011-2012 |
| Linares Deportivo    | España | 2012-2017 |
| Real Jaén CF         | España | 2017-2018 |

## Palmarés
Con el Linares Deportivo
- Tercera División de España - Grupo IX (1): 2014/2015.
- Subcampeón de Tercera División de España - Grupo IX (1): 2013/14.
- Ascenso a Segunda División B.

Con el Granada C. F.
- Tercera División de España - Grupo IX (1): 2003/2004.
- Ascenso a Segunda División B.

Con el Málaga C. F. "B"
- Subcampeón de Segunda División B de España - Grupo IV (1): 2002/03.
- Ascenso a Segunda División.
- Subcampeón de Tercera División de España - Grupo IX (2): 2000/01 y 2001/02.
- Ascenso a Segunda División B.